# Mastio (araldica)
Il mastio o maschio è la torre centrale di un castello, più forte e più elevata delle torri del muro di cinta, e costituisce l'estremo baluardo di difesa.
A parte nella figura araldica del castello, dove è la torre centrale, compare negli stemmi anche da sola, distinguendosi dalla torre per essere più larga e più forte. Generalmente di forma rotonda, compare spesso nell'araldica civica.

## Esempi

Mastio d'oro di tre pezzi (stemma di Sulbiate)
Mastio di rosso, turrito e merlato alla ghibellina (Nosate)
Mastio merlato rotondo torricellato di due pezzi (Biassono)